# Acyrthosiphon pareuphorbiae
Acyrthosiphon pareuphorbiae är en insektsart. Acyrthosiphon pareuphorbiae ingår i släktet Acyrthosiphon och familjen långrörsbladlöss. Inga underarter finns listade i Catalogue of Life.